# وانغ ليبينغ
وانغ ليبينغ (بالصينية: 王丽萍) هي عدائة مشي طويل صينية ولدت يوم 8 يوليو 1976 في مدينة داندونغ في الصين، أبرز إنجازاتها هو فوزها بالميدالية الذهبية في دورة الألعاب الأولمبية الصيفية 2000 في سيدني في أستراليا في اختصاص الـ20 كلم، فيما أنهت السباق في دورة أثينا 2004 في المركز الثامن. أفضل رقم لها هو 1:26:23 وهو ثامن أفضل رقم في العالم.

## روابط خارجية
- وانغ ليبينغ على موقع الاتحاد الدولي لألعاب القوى (الإنجليزية)
- وانغ ليبينغ على موقع اللجنة الأولمبية الدولية (الإنجليزية)
- وانغ ليبينغ على موقع أوليمبيديا (الإنجليزية)
- وانغ ليبينغ على موقع اللجنة الأولمبية الصينية (الإنجليزية)